# Tîrnauca, Stînga Nistrului
Tîrnauca este un sat din Unitățile Administrativ-Teritoriale din Stînga Nistrului (Transnistria), Republica Moldova. Face parte din aglomerația Tiraspol-Tighina. A fost atestat documentar pentru prima oară în 1790.
Conform recensământului din anul 2004, populația localității era de 5.015 locuitori, dintre care 3.146 (62.73%) moldoveni (români), 632 (12.6%) ucraineni si 1.039 (20.71%) ruși.